# Fondón
Fondón község Spanyolországban, Almería tartományban. Lakosainak száma 1133 fő (2024).

## Földrajza
Fondón Abrucena, Beires, Almócita, Dalías, Berja, Laujar de Andarax és Paterna del Río községekkel határos.

## Népesség
A település lakosságának változását az alábbi diagram mutatja:
| Lakosok száma | 957  | 946  | 950  | 991  | 976  | 991  | 1017 | 989  | 1032 | 1133 |
|               | 2001 | 2004 | 2006 | 2009 | 2011 | 2014 | 2016 | 2019 | 2021 | 2024 |